# Marcellina Pustet
Marcellina Pustet OSB (* 29. Februar 1924 in Regensburg als Elisabeth Pustet; † 9. April 2019 in Säben, Südtirol) war eine deutsche Benediktinerin, Äbtissin des Klosters Säben und Verlagslektorin.
Elisabeth Pustet wurde als älteste Tochter des Verlegers Friedrich Pustet geboren. Sie machte ihr Kriegsabitur am Neuen Gymnasium Regensburg und studierte ein Jahr Germanistik in Innsbruck. Da ihr Vater bis 1948 in sowjetischer Gefangenschaft war, leitete sie den Verlag. Nebenbei studierte sie Theologie. Danach war sie Sekretärin des Dogmatikprofessors Georg Engelhardt und Lektorin im familieneigenen Verlag Friedrich Pustet KG. Am 24. April 1954 trat sie in die Abtei Herstelle ein und legte die Profess am 30. April 1955 ab. Sie nahm den Ordensnamen Marcellina an.
1968 war sie erstmals im Kloster Säben. Sie wurde an das Kloster zur Unterstützung abgeordnet und dort am 8. Mai 1970 zur Äbtissin gewählt. Ihr Wahlspruch war „Aus Liebe vertrauend“. Sie errichtete dort das erste Therapiezentrum für Drogenabhängige in Südtirol. 1996 trat sie von ihrem Amt zurück und Ancilla Hohenegger folgte ihr als Äbtissin nach. 2005 wurde sie zur Ehrenbürgerin der Stadtgemeinde Klausen ernannt.